# Överums bruk
Överums bruk – przystanek kolejowy w Överum, w regionie Kalmar, w Szwecji, na Tjustbanan. Przystanek bierze swoją nazwę od firmy inżynieryjnej Överums Bruk AB, przy której znajduje się przystanek. Przystanek otwarto w 1991 roku do przewozu pasażerów i 1996 przejął cały ruch pasażerski w miejscowości, gdy stary dworzec, położony około 1 km na południe, został zamknięty dla ruchu pasażerskiego.

## Linie kolejowe
- Tjustbanan